# Callidium pseudotsugae
Callidium pseudotsugae är en skalbaggsart som beskrevs av Fisher 1920. Callidium pseudotsugae ingår i släktet Callidium och familjen långhorningar. Inga underarter finns listade.